# Legetøjsmuseet (Prag)
 For alternative betydninger, se Legetøjsmuseet. (Se også artikler, som begynder med Legetøjsmuseet)
Legetøjsmuseet (tjekkisk: Muzeum hraček) er et legetøjsmuseum beliggende i bygningen Grevens gemakker i Prags borg. Museet er efter sigende verdens næststørste. Fordelt på to etager og elleve rum er der legetøj fra hele verden fra Antikkens Grækenland og frem til nutiden. På den ene etage er der store samlinger af skibe, bliktog og teddybjørne foruden dukkehuse, tinsoldater og andet legetøj. Den anden etage er helt helliget til Barbiedukker fra de første i 1959 og fremefter.
Museet blev åbnet i 1989 af den tjekkisk-tyske forfatter og regissør Ivan Steiger. Til en af sine film havde han brug for en metalbil, hvilket blev begyndelsen til en omfattende samling, der efterhånden blev for stor til hans hjem. Myndighederne i München gav så lov til at et museum, Spielzeugmuseum, kunne etableres i byens gamle rådhustårn, hvor det åbnede i 1983. Den tjekkiskfødte Steiger håbede dog også på at åbne et museum i Prag, hvilket altså lykkedes seks år senere.